# 유리 티냐노프

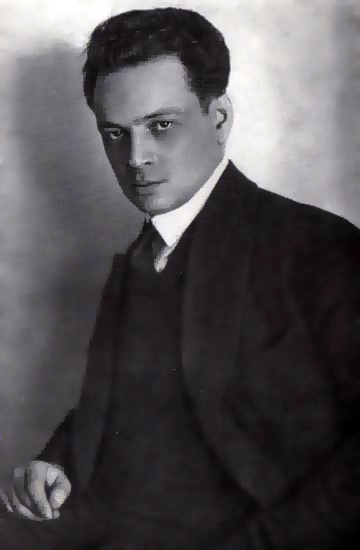

유리 니콜라예비치 티냐노프(러시아어: Юрий Николаевич Тынянов, 1894년 10월 18일 - 1943년 12월 20일)는 러시아의 유명한 작가로 라트비아의 레지차에서 태어났다. 대표작으로 <밀랍 형상>이 있다.